# Vachellia latispina
Vachellia latispina (J.E.Burrows e S.M.Burrows) Kyal. & Boatwr., 2013 è una pianta appartenente alla famiglia delle Fabacee, endemica di una ristretta area del Mozambico settentrionale.

## Descrizione

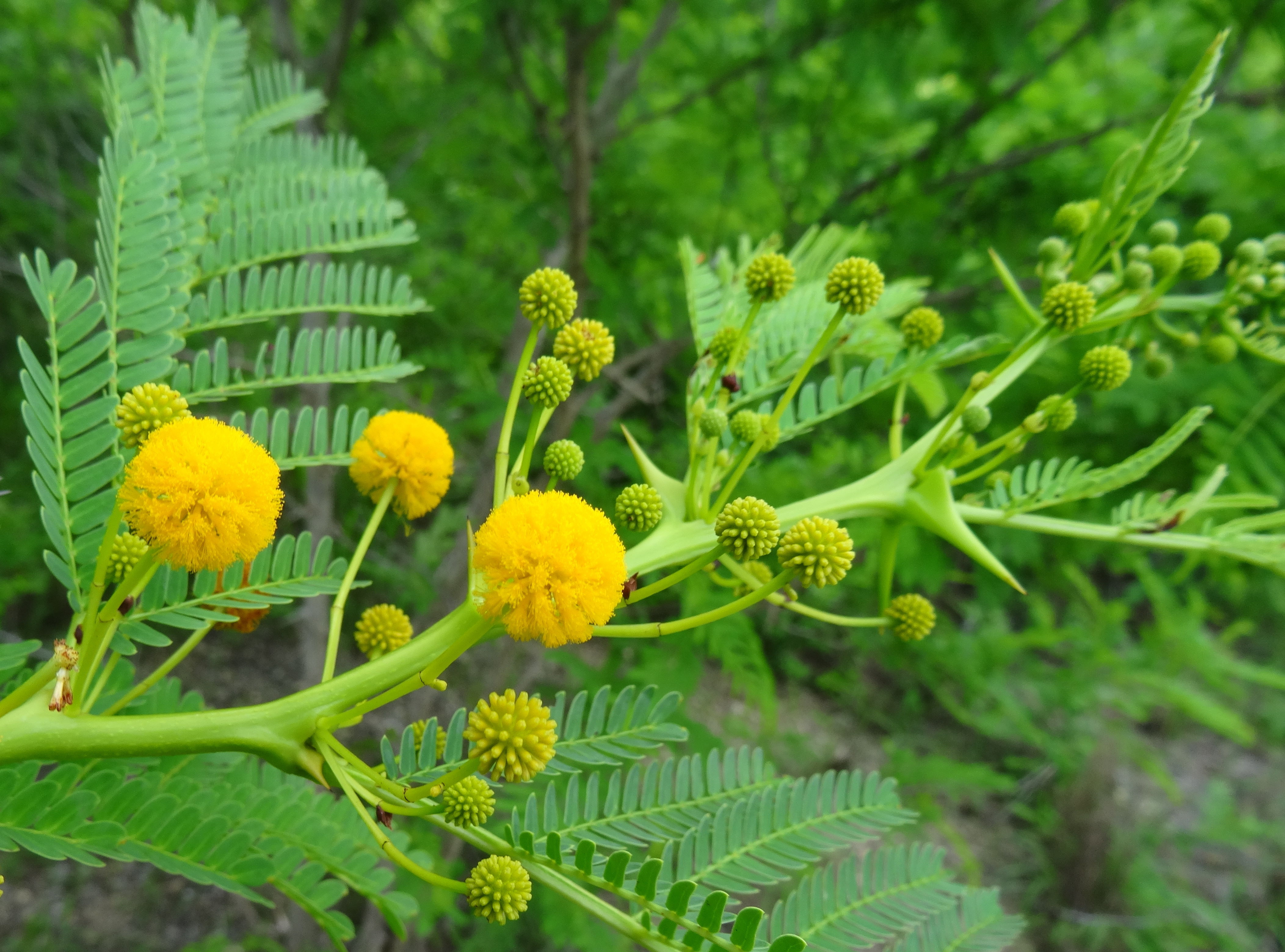
Infiorescenza

Specie arborea decidua e perenne che raggiunge i 7 m di altezza, assumendo spesso l’aspetto di un arbusto con corteccia del fusto liscia di colore marrone chiaro e rami grigio chiaro o marrone-rossastri nelle parti più giovani; presentano stipole appaiate che si trasformano in grandi spine lunghe fino a 5 cm.
Le foglie sono bipennate, con picciolo lungo circa 2 cm e rachide di 6,5-13,5 cm, composte da 9-12 paia di "pinnae" costituite ciascuna da diverse foglioline oblunghe di forma falcata.
I fiori sono soffici capolini sferici di colore giallo, raccolti in infiorescenze o racemi che si sviluppano tra le nuove foglie, con peduncoli lunghi 2–3 cm.
Il frutto è un baccello lungo 13–17 cm e largo fino a 2 cm, di colore grigio scuro a maturità, contenente 8-12 semi.

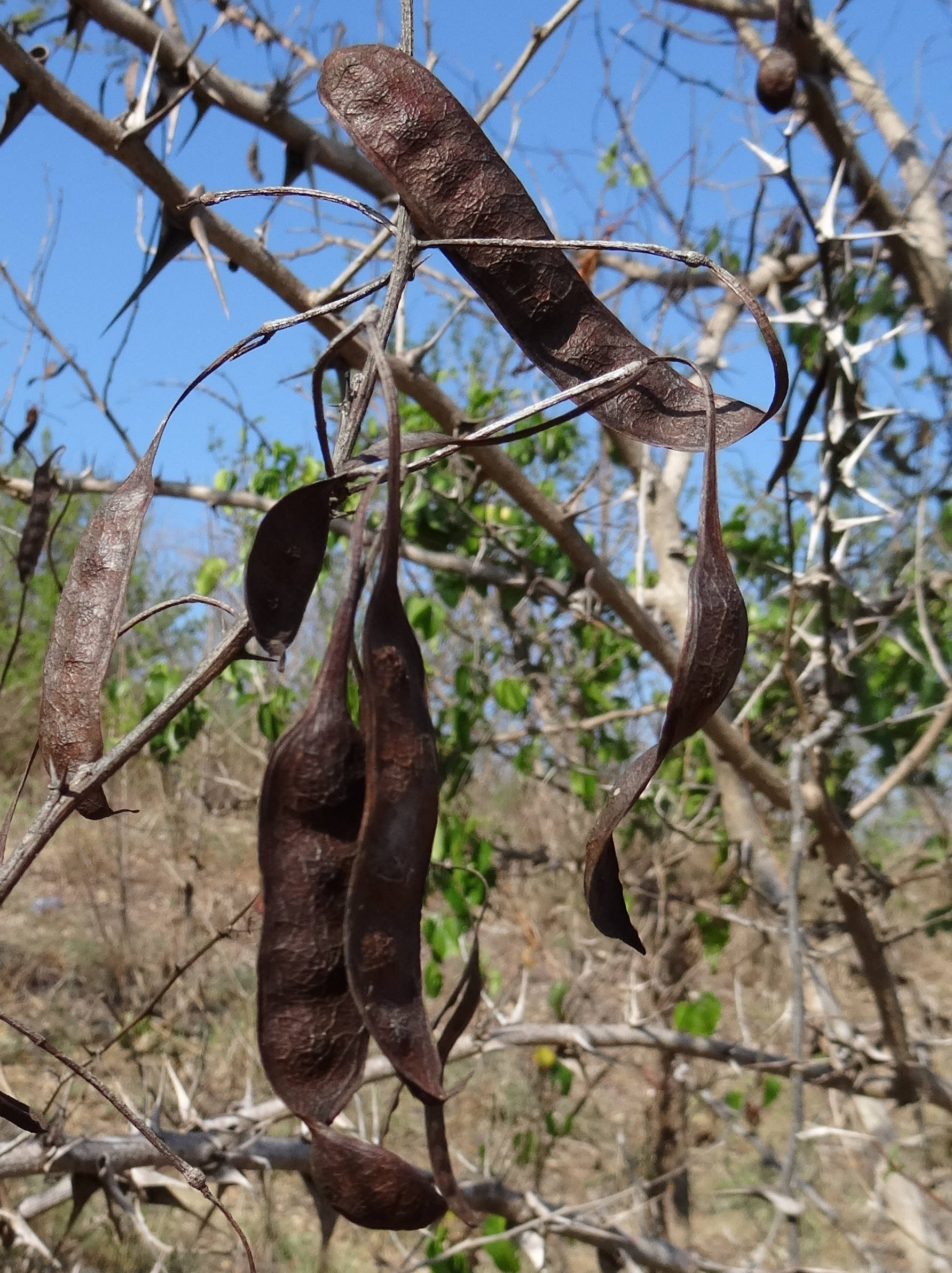
Baccello
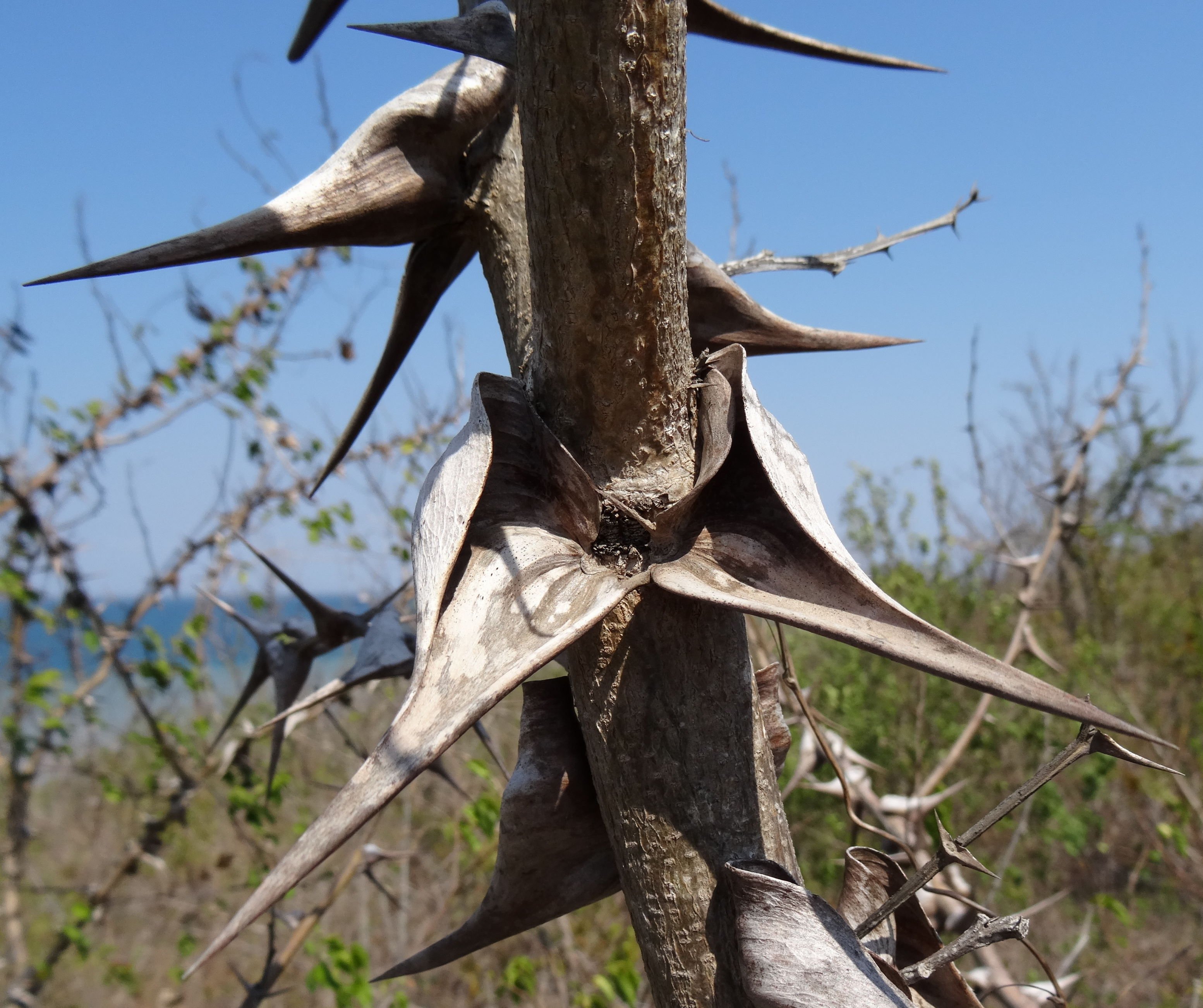
Spine
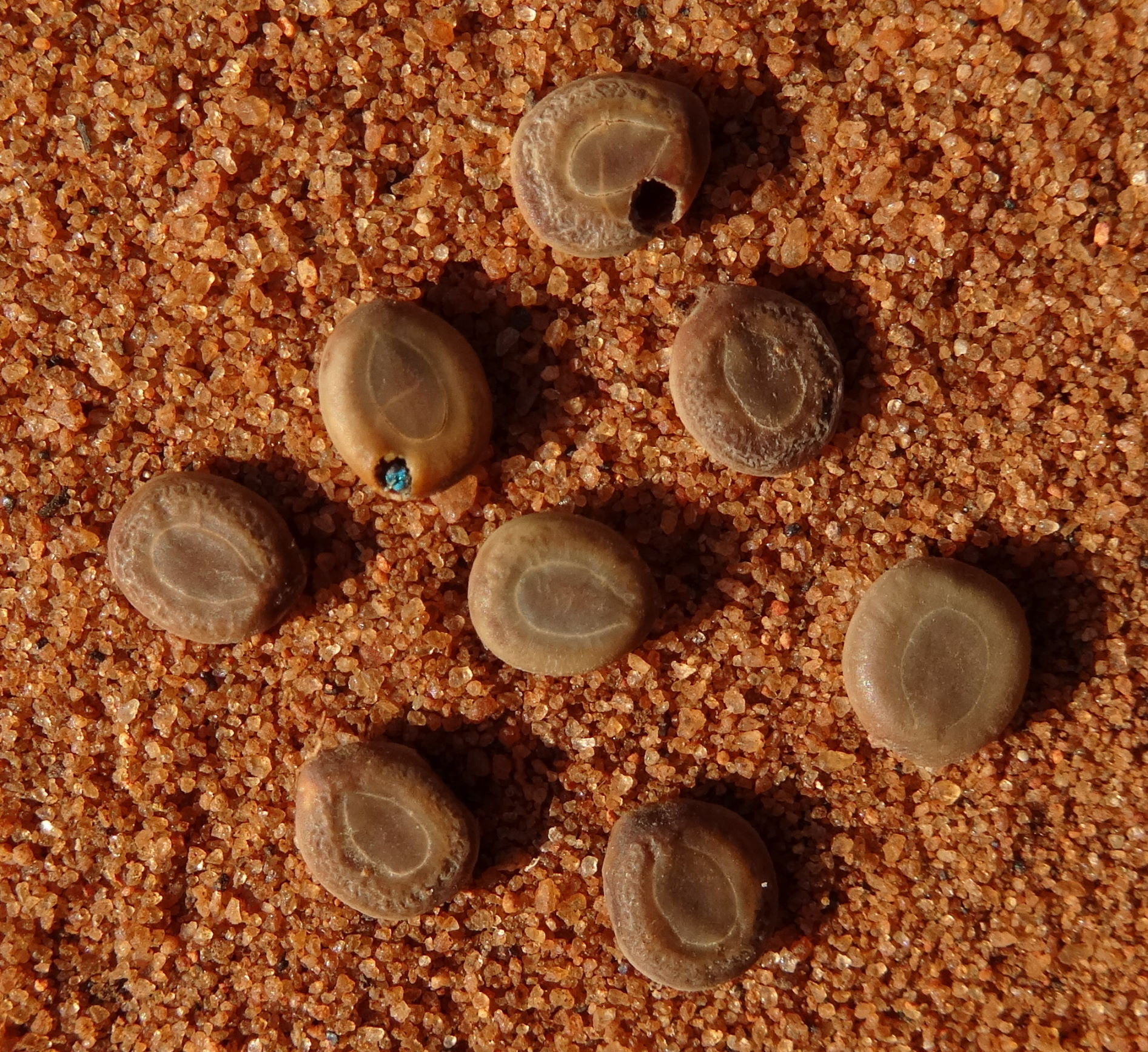
Semi

## Distribuzione e habitat
Si conoscono solamente 4 sub-popolazioni di circa 50-200 individui ciascuna, ubicate nella provincia di Cabo Delgado, nel nord del Mozambico, anche se, a causa della recente identificazione di questa nuova specie, si ritiene probabile che ve ne siano altre non ancora scoperte. Si ritrova in selve e boscaglie aperte, lungo la costa, fino a 50 m slm. Predilige suoli sabbiosi, sassosi e argillosi nella prima fascia a ridosso delle dune.

## Tassonomia
È in corso una revisione filogenetica delle specie africane del genere Acacia per cui il nome scientifico generalmente accettato dal 2013 è Vachellia latispina mentre il precedente Acacia latispina è considerato un basionimo o sinonimo.

## Conservazione
Specie distribuita in un areale di circa 316 km² con sub-popolazioni piccole e minacciate da progressiva antropizzazione del territorio; uno dei siti in cui prospera è interessato da attività di estrazione di roccia, mentre almeno un altro sito è parecchio degradato a causa dell’intensa pastorizia. Sebbene dimostri una buona resistenza alla degradazione dell’habitat, viene quindi classificata come specie vulnerabile nella Lista rossa IUCN.